# Ugandische Davis-Cup-Mannschaft
Die ugandische Davis-Cup-Mannschaft ist die Tennisnationalmannschaft Ugandas, die das Land im Davis Cup vertritt. Organisiert wird sie durch die Uganda Tennis Association.
Uganda nimmt seit 1997 am Davis Cup teil. Das bisher beste Ergebnis war der fünfte Platz in der Europa-/Afrika-Gruppe im Jahr 1998. Die letzte Teilnahme am Davis Cup war im Jahr 2006. Erfolgreichster Spieler ist bis heute John Oduke, der von 21 absolvierten Matches 13 gewann.